# 十三夜月 (美川憲一の曲)
「十三夜月」（じゅうさんや）は、2017年2月8日に発売された美川憲一のシングル。通常盤とスペシャル盤の2種類があり、それぞれカップリング曲・ジャケット写真が異なっている。

## 解説
2015年5月8日に作曲家三木たかしの七回忌を迎え、「七回忌・改めて三木たかしを聴く会」が開催された。この会で未発表曲が多数初公開され、各レコード会社の所属歌手のシングルとして世に送り出す各社統一企画が立ち上がった。日本クラウンでは美川憲一に白羽の矢が立ち、この楽曲を発表した。
カップリング曲には1968年に発売された「桜木町ブルース」のB面であった「宇奈月の夜」が選ばれ、ヴォーカルのみ新録音で収録された。
スペシャル盤には通常盤の2曲に加え、代表曲「さそり座の女」と2002年に発売された「女のひとりごと」のカップリング曲「夜の川」が収録された。
美川は度々コンサートや新曲イベントで三番の歌詞である「女は誰でも菩薩だよ  どれほど泣いたって  恨んだ男のいいところ  数えて 許してしまう」の部分が気に入っていると語っている。
2022年4月現在までシングルのみの発売で、全曲集やアルバムには収録されていない。

## 収録曲

### 通常盤
1. 十三夜月 (5分18秒)
作詞：かず翼、作曲：三木たかし、編曲：南郷達也
2. 宇奈月の夜 (3分30秒)
作詞：相川のぼる、補作詞・作曲：宇佐英雄、編曲：井上忠也
3. 十三夜月（オリジナル・カラオケ）
4. 宇奈月の夜（オリジナル・カラオケ）

### スペシャル盤
1. 十三夜月 (5分18秒)
作詞：かず翼、作曲：三木たかし、編曲：南郷達也
2. 宇奈月の夜 (3分30秒)
作詞：相川のぼる、補作詞・作曲：宇佐英雄、編曲：井上忠也
3. さそり座の女 (3分17秒)
作詞：斎藤律子、作曲：中川博之、編曲：馬飼野俊一
4. 夜の川 (4分48秒)
作詞：かず翼、作曲：彩木雅夫、編曲：伊戸のりお
5. 十三夜月（オリジナル・カラオケ）
6. 宇奈月の夜（オリジナル・カラオケ）
7. さそり座の女（オリジナル・カラオケ）
8. 夜の川（オリジナル・カラオケ）